# Meus Prêmios Nick de Cantora Favorita
O Meus Prêmios Nick de Cantora Favorita foi um dos prêmios oferecidos durante a realização do Meus Prêmios Nick, exibido anualmente pelo canal Nickelodeon, destinado à melhor cantora do ano. A recordista de vitórias é a cantora Pitty e Claudia Leitte com 4 prêmios na categoria.

## Vencedoras e indicadas
| Ano  | Vencedora       | Indicadas                                    |
| ---- | --------------- | -------------------------------------------- |
| 2002 | Sandy           | [ 1 ]                                        |
| 2003 | Kelly Key       |                                              |
| 2004 | Pitty           | Sandy Ivete Sangalo Kelly Key                |
| 2005 | Pitty           |                                              |
| 2006 | Pitty           | Sandy Ivete Sangalo Marjorie Estiano         |
| 2007 | Cláudia Leitte  |                                              |
| 2008 | Ivete Sangalo   |                                              |
| 2009 | Cláudia Leitte  |                                              |
| 2010 | Cláudia Leitte  | Ivete Sangalo Pitty Sandy                    |
| 2011 | Paula Fernandes | Manu Gavassi Cláudia Leitte Pitty            |
| 2012 | Manu Gavassi    | Ivete Sangalo Mariana Lessa Paula Fernandes  |
| 2013 | Claudia Leitte  | Anitta Manu Gavassi Pitty                    |
| 2014 | Manu Gavassi    | Anitta Ivete Sangalo Pitty                   |
| 2015 | Pitty           | Anitta Ivete Sangalo Claudia Leitte          |
| 2016 | Anitta          | Ludmilla Manu Gavassi Paula Mattos Pitty Tiê |
| 2017 | Ludmilla        | Anitta Larissa Manoela Simone & Simaria      |